# ملكة جمال العالم
ملكة جمال العالم (بالإنجليزية: Miss World)‏ هي مسابقة تعقد سنوياً في إحدى مدن العالم حيث تتبارى فيها فتيات تم اختيارهن كملكات للجمال في بلدانهن، بحيث تتسابقن للحصول على تاج «ملكة جمال العالم».
ولقب ملكة جمال هو لقب يمنح لفتاة «جميلة» في بلد ما في العالم تشترك فيه بمسابقة ملكة جمال ذلك البلد بحيث تحصل الفائزة على تاج ملكة جمال العالم.

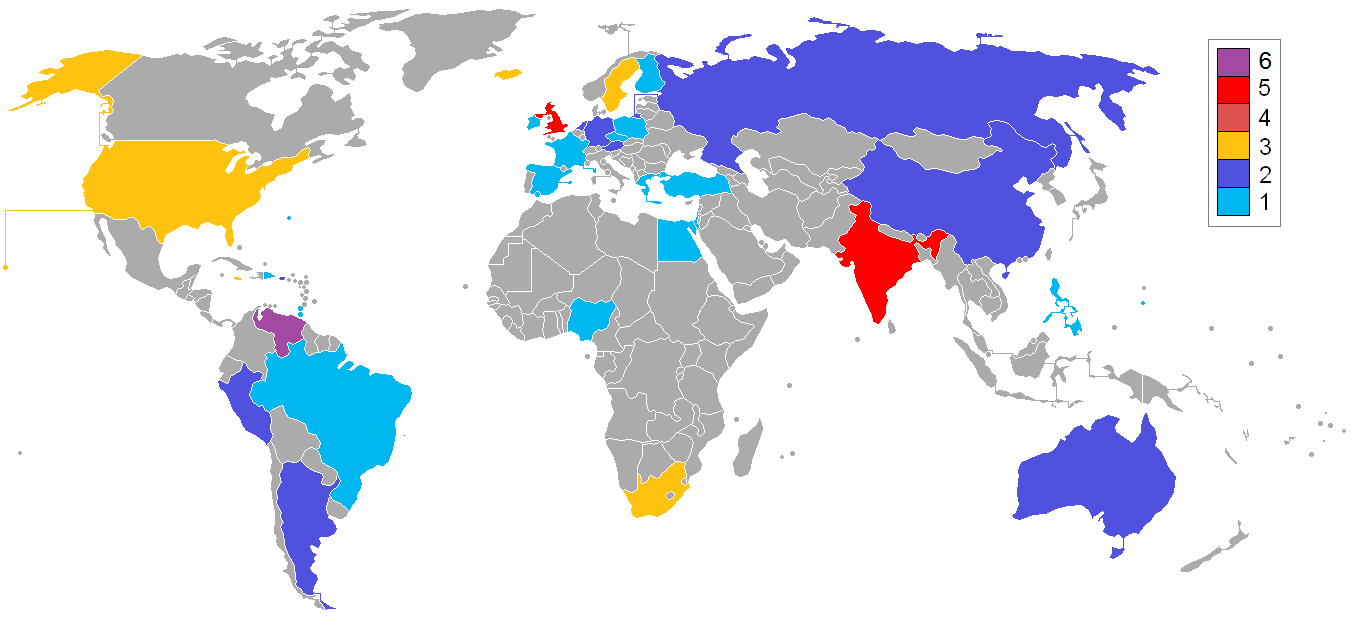
خريطة للدول التي فازت بمسابقة ملكة جمال العالم مع بيان لعدد مرات الفوز

و تعقد مسابقة ملكة جمال العالم سنوياً في إحدى مدن العالم التي تنظم المسابقة بمشاركة فتيات من مختلف مناطق العالم كما تشارك دول مثل تركيا و‌مصر و‌ماليزيا و‌لبنان و‌إندونيسيا و‌الهند في المسابقة.
نظمت مسابقة ملكة جمال العالم للمرة الأولى في المملكة المتحدة من قبل إيريك مورلي عام 1951 وحالياً زوجته جوليا مورلي هي الرئيس المساعد لمؤسسة ملكة جمال العالم.
مسابقة ملكة جمال العالم هي أقدم مسابقات الجمال الدولية التي لا زالت مستمرة حتى الآن، كما أن حفلها الرئيسي يشاهده أناس عبر البث التلفزيوني في حوالي 200 دولة حول العالم.
بثت المسابقة عبر التليفزيون لأول مرة عام 1959 عبر تلفزيون هيئة الاذاعة البريطانية " BBC" ووصلت نسبة المشاهدين إلى ذروتها في التسعينيات حيث صار يشاهدها قرابة الملياري نسمة حول العالم من جميع البلدان تقريباً.

## تاريخ المسابقة

### القرن العشرين
في عام 1951 نظم إريك مورلي مسابقة البيكيني كجزء من احتفالات مهرجان بريطانيا التي أطلق عليها اسم مسابقة مهرجان البيكيني. وقد حظي الحدث بشعبية لدى الصحافة، وأطلق عليه اسم «ملكة جمال العالم» من قبل وسائل الإعلام. كانت مسابقة ملابس السباحة بمثابة ترويج للبيكيني الذي تم طرحه مؤخرًا في السوق، والذي لا يزال يُنظر إليه على نطاق واسع على أنه غير محتشم. عندما توجت الفائزة بمسابقة ملكة جمال العالم عام 1951، كيرستين «كيكي» هاكانسون من السويد بالبيكيني زاد ذلك من الجدل.
كان من المقرر في الأصل أن تكون المسابقة بمثابة مسابقة ملكة لمهرجان بريطانيا، لكن إريك مورلي قرر جعل مسابقة ملكة جمال العالم حدثًا سنويًا. سجل مورلي اسم «ملكة جمال العالم» كعلامة تجارية، وعُقدت جميع المسابقات المستقبلية بهذا الاسم. ومع ذلك بسبب الجدل الناشئ عن تتويج هاكانسون بالبيكيني، هددت البلدان ذات التقاليد الدينية بعدم إرسال مندوبين إلى الأحداث المستقبلية، وأدان البابا البيكيني. وأدى الاعتراض على البيكيني إلى استبداله في جميع المسابقات المستقبلية بما تم قبوله على أنه ملابس سباحة أكثر تواضعًا، ومن عام 1976 تم استبدال ملابس السباحة بعباءات السهرة للتتويج. لا تزال هاكانسون ملكة جمال العالم الوحيدة التي توجت بالبيكيني. وفي مسابقة ملكة جمال العالم 2013 ارتدت جميع المشاركات ملابس سباحة من قطعة واحدة بالإضافة إلى رداء تقليدي أسفل الخصر كحل وسط مع الثقافة المحلية.
أعلن مورلي عن الفائزين بلقب ملكة جمال العالم بالترتيب رقم 3 ثم رقم 2 بعدها الرقم 1. هذا يحافظ على التوتر ويتجنب الانحدار في الحماس إذا تم الإعلان عن الرقمين 2 و 3 بعد الفائز.
في عام 1959 بدأت هيئة الإذاعة البريطانية ببث المسابقة. ونمت شعبية المسابقة مع ظهور التلفزيون. خلال الستينيات والسبعينيات من القرن الماضي كانت ملكة جمال العالم من بين البرامج الأكثر مشاهدة لذلك العام على التلفزيون البريطاني. ومع ذلك في عام 1970 تم تعطيل مسابقة ملكة جمال العالم في لندن من قبل المتظاهرين من أجل تحرير المرأة، واللذين كانوا مسلحين بقنابل الطحين والقنابل ذات الرائحة الكريهة ومسدسات المياه. وقد شاهد أكثر من 18 مليون شخص المسابقة في ذروتها خلال أواخر السبعينيات وأوائل الثمانينيات.
في الثمانينيات جددت المسابقة وضعها تحت شعار «الجمال بهدف» (بالإنجليزية: Beauty With a Purpose)‏، مع اختبارات إضافية للذكاء والشخصية. ومع ذلك كانت هناك اعتراضات مختلفة على المسابقة. وعلى الرغم من أنه لا يزال «يتمتع بالنجاح في جميع أنحاء العالم»، إلا أنه لم يعد يبث على بي بي سي مع آخر بث رئيسي على تلفزيون المملكة المتحدة في عام 1988. إذ استحوذ تلفزيون التايمز (Thames Television) التابع لآي تي في على حقوق البث في المملكة المتحدة بين عامي 1980 و1988. وخلال أوائل التسعينيات كان هناك انخفاض في شعبية البث التلفزيوني السائد للحدث بعد أن أصبح «غير عصري بشكل متزايد» في أواخر الثمانينيات. وعادت المسابقة على قناة سكاي ون الفضائية في عام 1997، قبل الانتقال إلى القناة 5 لمدة ثلاث سنوات (1998-2000).

### القرن الـ21
توفي إيريك مورلي في عام 2000 ونجحت زوجته جوليا كرئيسة لمنظمة ملكة جمال العالم.
توجت النيجيرية أغباني دارجو كأول ملكة جمال أفريقية سوداء وذلك في عام 2001. كجزء من استراتيجيتها التسويقية ابتكرت منظمة ملكة جمال العالم برنامجًا تلفزيونيًا خاصًا بعنوان «صوت لي» خلال تلك النسخة، يعرض المفوضين خلف الكواليس وعلى الشاطئ، ويسمح للمشاهدين بالتصويت إما بالتليفون أو عبر الإنترنت لمفضلاتهم. كما تروج للمواهب وجمال الشاطئ والأحداث الرياضية كعروض تلفزيونية خاصة للمذيعين. وبثت آي تي في مسابقة ملكة 2001 من جنوب إفريقيا على القناة الرقمية آي تي في 2، مع البث الخاص قبل أسبوع على قناة آي تي في الرئيسية.
في عام 2002 تم تحديد مكان إقامة المسابقة في أبوجا عاصمة نيجيريا لاستضافة النهائي لها. وقد كان هذا الاختيار مثيراً للجدل حيث كانت امرأة نيجيرية شمالية أمينة لاوال تنتظر الموت رجماً بسبب ارتكاب الزنا بموجب قانون الشريعة هناك، لكن ملكة جمال العالم اختارت استخدام الدعاية المحيطة بوجودها لجلب المزيد من الوعي العالمي والعمل على محنة لاوال. ولم توافق أي قناة بريطانية على بث الحدث.
في حفل ملكة جمال العالم 2014 حضرت آيشواريا راي التي تُعتبر أنجح ملكة جمال العالم من قبل منظمة ملكة جمال العالم الاحتفال مع زوجها أبهيشيك باتشان وابنتهما أراديا وأمها بريندا راي. وتم بثه على قناة لندن لايف التلفزيونية المحلية منذ عام 2014.

## منظمة ملكة جمال العالم

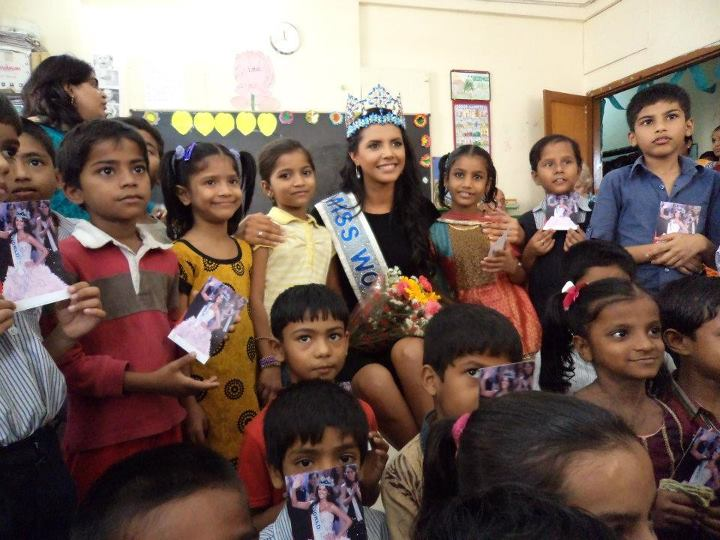
إيفيان ساركوس ملكة جمال العالم 2011 في مدرسة في مومباي في الهند

تمتلك منظمة ملكة جمال العالم وتدير نهائيات ملكة جمال العالم السنوية، وهي مسابقة نمت لتصبح واحدة من أكبر المسابقات في العالم. فمنذ إطلاقها في عام 1951 جمعت منظمة ملكة جمال العالم أكثر من 250 مليون جنيه إسترليني للجمعيات الخيرية للأطفال التي تساعد الأطفال المعوقين والمحرومين. وقد حصلت ملكة جمال العالم على امتياز في أكثر من 100 دولة. وملكة جمال العالم المحدودة هي شركة مملوكة للقطاع الخاص، وبالتالي فإن أرقام أرباحها ونفقاتها ومساهماتها الخيرية ليست متاحة للجمهور.

### من السبعينيات إلى التسعينيات
كانت مسابقة ملكة جمال العالم هدفًا للعديد من الجدل منذ إنشائها.
- في عام 1970 ألقى المتظاهرون النسويون قنابل طحين خلال الحدث الحي في رويال ألبرت هول بلندن، مما أثار قلق المضيف بوب هوب.[39][40]
- تم تجريد الفائزة عام 1973 مارجوري والاس من لقبها في 8 مارس 1974؛ لأنها فشلت في تلبية المتطلبات الأساسية للوظيفة. ولم ينتخب منظمو ملكة جمال العالم أحداً ليخدم مكانها.[41]
- في عام 1976 قاطعت العديد من الدول المسابقة، لأنها تضمنت ممثلةً قوقازيةً وأفريقية لجنوب إفريقيا.[42] وقد تنافست جنوب إفريقيا للمرة الأخيرة في عام 1977، قبل أن تعود في عام 1991 مع تفكك الفصل العنصري.[43]
- استقالت غابرييلا بروم الفائزة عام 1980 من ألمانيا بعد يوم واحد من فوزها مدعية في البداية أن صديقها لم يوافق. بعد أيام قليلة اتضح أنها أُجبرت على الاستقالة بعد أن تبين أنها كانت عارضة عارية أمام مجلة.[44]
- في عام 1996 اندلعت احتجاجات واسعة النطاق في بنغالور بالهند على استضافة مسابقة الجمال. وقد تم نقل أجزاء ملابس السباحة إلى سيشيل، وتم فرض إجراءات أمنية مشددة. وعلى الرغم من الفوضى سار البث المباشر لمسابقة الملكة بسلاسة.[45][46][47]

### نيجيريا 2002
في السنة التي سبقت النهائيات في نيجيريا، ضغطت العديد من حاملات اللقب الأوروبي على حكوماتهن وبرلمان الاتحاد الأوروبي لدعم قضية أمينة لاوال. تبع عدد من المتسابقات تقدم كاثرين سورلاند النرويجية في مقاطعة المسابقة (على الرغم من الجدل الذي شهده أن سورلاند ستستمر في الوصول إلى نصف النهائي في كل من مسابقة ملكة جمال العالم وملكة جمال الكون)، بينما تلقت آخريات مثل كوستاريكا تعليمات من قبل حكوماتهن وبرلماناتهن الوطنية بعدم حضور المسابقة. ومن بين الدول المقاطعة الأخرى الدنمارك وإسبانيا وسويسرا وبنما وبلجيكا وكينيا. وقد كان هناك مزيد من الجدل حول احتمال تعليق مشاركة فرنسا وجنوب إفريقيا، والتي قد تكون أو لا تكون بسبب المقاطعة. من جانبها طلبت لاوال من المتسابقات عدم تعليق مشاركتهن في المسابقة، معتبرة أن ذلك من أجل مصلحة بلدها وأن بإمكانهن كما أشارت ممثلة السويد في وقت سابق، تقديم حجة أقوى لها على أرض الواقع في نيجيريا.
على الرغم من الظهور الدولي المتزايد للمقاطعة في الصحافة العالمية، استمرت المسابقة في نيجيريا بعد إعادة جدولتها لتجنب حدوثها خلال شهر رمضان، مع إرسال العديد من الدول البارزة وفودًا. وقال أوسميل سوزا من فنزويلا وهو أحد المخرجين الوطنيين الأكثر نفوذاً في العالم: «لا شك في ذلك (يقصد مشاركة ملكة جمال فنزويلا في المسابقة)». ولكن المشكلة لم تنته عند هذا الحد. وأدت افتتاحية صحيفة ذس داي (لاغوس - نيجيريا) التي تشير إلى إهانة بحق النبي محمد صلى الله عليه وسلم، إلى أعمال شغب بين الأديان بدأت في 22 نوفمبر وقتل فيها أكثر من 200 شخص في مدينة كادونا، إلى جانب حرق العديد من دور العبادة من قبل المتعصبين الدينيين. وبسبب أعمال الشغب هذه تم نقل مسابقة ملكة جمال 2002 إلى لندن، وأشارت بعد التقارير التي تم تداولها على نطاق واسع بأن ممثلتي كندا وكوريا قد انسحبتا من المسابقة وعادتا إلى بلدانهن بسبب مخاوف تتعلق بالسلامة. وصدرت فتوى في نيجيريا تحث على قطع رأس المرأة التي كتبت الكلمات المسيئة اسيوما دانيال ولكن السلطات السعودية المختصة أعلنت أنها لاغية وباطلة. وعند عودة المسابقة إلى بريطانيا اختارت العديد من المتسابقات المقاطعات الحضور، بما في ذلك ملكة جمال النرويج كاثرين سورلاند، والتي كانت سخرية القدر في الأيام القليلة الماضية باعتبارها المرشح الأول للتاج الذي قاطعته سابقًا.
وكانت الفائزة النهائية في المسابقة هي عزرا أكين من تركيا، وهي أول دولة ذات غالبية مسلمة تحمل اللقب منذ مصر عام 1954.

### إندونيسيا 2013
في مسابقة ملكة جمال العالم لـ2013 بدأت الاحتجاجات من قبل الجماعات الإسلامية قبل أسابيع قليلة من بدء المسابقة، مما أدى إلى ختام المسابقة وعزل جميع الأنشطة السابقة للتتويج في بالي ذات الأغلبية الهندوسية.

### الصين 2015
لم تُمنح أناستازيا لين ملكة جمال كندا تأشيرة للسفر إلى الصين، وبالتالي فقدت الموعد النهائي الرسمي وهو 20 نوفمبر 2015 للدخول إلى مسابقة ملكة جمال العالم 2015، وتم إعلانها كشخص غير مرغوب فيه من قبل السفارة الصينية في أوتاوا ومنذ ذلك الحين علانية انتقدت انتهاكات الصين لحقوق الإنسان. ثم سمحت لها لاحقًا منظمة ملكة جمال العالم بالمنافسة في ملكة جمال العالم 2016.

## دول حملت اللقب

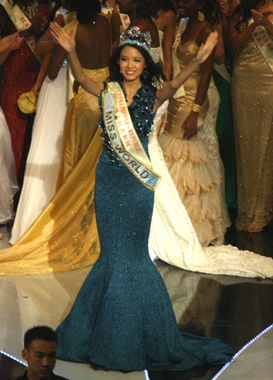
ملكة جمال العالم 2007 الصينية «زي لين جانج»

| عدد مرات الفوز | البلد |
| -------------- | --- |
| 6              | فنزويلا |
| 5              | الهند، بريطانيا |
| 4              | |
| 3              | آيسلندا، جامايكا، السويد، الولايات المتحدة |
| 2              | النمسا، أستراليا، الأرجنتين، جنوب أفريقيا، البيرو، هولندا، روسيا، ألمانيا |
| 1              | الصين، البرازيل، برمودا، التشيك، مصر، فرنسا، فنلندا، غرينادا، غوام، اليونان، بولندا، نيجيريا، إسرائيل، بورتوريكو، لبنان، أيرلندا، جمهورية الدومينيكان، ترينيداد وتوباغو، تركيا، المكسيك، مصر |

## انتقادات للمسابقة وتهديدات
رغم أن لمسابقة ملكة جمال العالم مؤيديين إلا أن لها معارضين لدرجة قد تصل إلى التهديدات في بعض الأحيان في بعض البلدان كالعراق، أيضا فالمعارضين للمسابقة من بعض جمعيات حقوق المرأة يقولون أنها أي مسابقات اختيار ملكات الجمال قد تعتبر «اهانة للنساء» ولا ينبغي اقامتها، كما أن بعض رجال الدين في ديانات منها الإسلام واليهودية والهندوسية أدانوا هذه المسابقة لما وصفوه ب«عدم جوازها» حيث قال عنها مفتي مصر السابق نصر فريد واصل بانها «حرام وغير جائزة شرعًا» 
و في العراق هدد متطرفون إسلاميون بقتل ملكة جمال العراق عام 2006 مما إضطرها للهرب إلى الأردن ، وفي الهند عام 1996 م. بعد رفض قيادات دينية هندوسية لمسابقة ملكة جمال العالم التي جرت هناك وقتها انتحر هندي يبلغ من العمر 24 عاما في 14 نوفمبر «احتجاجا» على إقامة المسابقة، في حين أن المؤيدين لمثل هذه المسابقات يقولون أنها لا تحتوي علي أي «اهانة للمرأة» إذ أن مسابقات الجمال هي «احتفال بالجمال» ودعوة لاقامة الأعمال الخيرية من خلال الفائزات كما أنها تعد شكلا من أشكال تنشيط السياحة في البلدان المشتركة وليس القصد منه أي اهانة، كما يدللون بوجود مسابقات جمال للرجال أيضا.

### تشييء المرأة
يقول النقاد أن مسابقات الجمال تؤدي إلى تسليع النساء، لأنه يتم تقييمهم بشكل أساسي من خلال مظهرهم الجسدي، تقييم المرأة في الأحداث العامة بناء على المظهر الجسدي والجاذبية الجنسية كما يحدث في مسابقات ملكة الجمال، يعد تشييئًا جنسيًا، لقد وجد العديد من الخبراء النفسيين أن مسابقات الجمال يمكن أن تؤدي إلى مجموعة كاملة من المشاكل العقلية بين المشاركات، من بينها فقدان احترام الذات الذي يصل إلى أدنى مستوى، لذلك تطالب بعض المنظمات بإنهاء هذه الممارسة.

## أعمال خيرية
لايقتصر الأمر على الفوز بمسابقة ملكة جمال الكون على التاج والهدايا وإنما يتخطاه إلى أدوار توكل إلى الفائزة وتكون في معظمها أعمالا خيرية

## مسابقات الجمال في الشرق الأوسط
تشارك دول قليلة من منطقة الشرقين الأوسط و‌الأدني في المسابقة الدولية لملكة جمال العالم وهذه الدول هي مصر، لبنان، تركيا و‌إسرائيل (التي تصنف ضمن المجموعة الأوروبية).
هذا لا يعني أنه لاتوجد مسابقات جمال في بلدان أخرى في الشرق الأوسط فهناك دول مثل تونس و‌المغرب و‌الجزائر و‌سوريا و‌الأردن و‌العراق و‌فلسطين[بحاجة لمصدر] تجري بها مسابقات للجمال، كما أن مسابقات أخرى للجمال عقدت في بعض مدن الشرق الأوسط مثل شرم الشيخ و‌الغردقة و‌دبي، الدوحة، بيروت، إسطنبول، طرابلس و‌قبرص.

## مسابقة ملكة جمال العرب بأمريكا
نظمت أول مسابقة رسمية لملكة جمال العرب بأمريكا عام 2010، والتي قام بتنظيمها رجل الأعمال المصري أشرف الجمل بولاية أريزونا الأمريكية، والتي وصفت كونها ذات طابع ثقافي يبعد بكثير عن مسابقة ملكة جمال العالم المعروفة، حيث لم تتضمن مسابقة ملكة جمال العرب أي مقايس موضوعة مسبقا لجمال الجسد أو مواصفاته وكذلك لم يكن بها مسابقة لملابس الأستحمام، وإنما تميزت بالتركيز علي الثقافة العامة والشخصية واللباقة وحسن المظهر. وتقام المسابقة سنويا خلال شهر أكتوبر من كل عام.

## ملكات جمال العالم

### ملكة جمال العالم 1955 سوزانا دويجم (فنزويلا)
تحمل فنزويلا رقمًا قياسيًّا للفوز بمسابقة ملكة جمال العالم. وبصورة عامة، فازت مرشحات من هذا البلد ست مرات، وكانت سوزانا أولهن. وبفضل هذا اللقب، تمكنت من احتراف مهنة العمل كمقدمة برامج تلفزيونية.

### ملكة جمال العالم 1958  بينيلوبي كولن (جنوب أفريقيا)
عندما بلغت الثامنة عشرة، تحولت بينيلوبي كولن من سكرتيرة،  إلى أول فائزة من جنوب أفريقيا بمسابقة ملكة جمال العالم. ثم تزوجت، وكانت سيدة مجتمع راقٍ منذ ذلك الحين. لديها خمسة أبناء وثلاثة أحفاد، وكانت تعمل بالتصوير الفوتوغرافي، صاحبة صالون تجميل. وقد سُمي نوع من الورود تيمنًا بها: روزا بيني كولن.

### ملكة جمال العالم 1970 جنيفر هوستن)غرينادا (
بعد عام من الفوز بالمنافسة، بدأت جنيفر العمل في طيران كندا، ثم تزوجت، وانتقلت إلى برمودا، وبعد ذلك إلى كندا حيث تخرجت من الجامعة، وأصبحت معالجة نفسية. لديها طفلان وخمسة أحفاد.

### ملكة جمال العالم  1994 إيشواريا راي (الهند)
ايشواريا راي ممثلة شهيرة، وعارضة، وسفيرة جمال لوريال. تتحدث خمس لغات بطلاقة: الإنكليزية والهندية والماراثية والتاميلية وتولو. عام 2007 تزوجت من النجم ابهيشيك باتشان، ابن الممثل الشهير أميتاب باتشان.

### ملكة جمال العالم2000  بريانكا شوبرا (الهند)
بريانكا شوبرا مغنية موهوبة، ممثلة، وعارضة. شاركت في العديد من الفعاليات الخيرية في الهند، والولايات المتحدة الأمريكية، وهي سفيرة النوايا الحسنة لصندوق  CAFالخيري، واتحاد الصناعة الهندية. وساعدت في تنظيم حملات محو الأمية.

### ملكة جمال العالم 2002أزرا أكن (تركيا)
أزرا أكن عارضة شهيرة، وممثلة، وراقصة، وفائزة في البرامج التلفزيونية The Gamesو Yok Boyle Dans(النسخة التركية من برنامج الرقص مع النجوم). وهي تتحدث التركية والهولندية والإنكليزية.

### ملكة جمال العالم 2003 روزانا دافيسون (أيرلندا)
روزانا دافيسون عارضة، وممثلة، ومغنية، ومؤلفة كتاب Eat Yourself Beautiful، الذي أصبح من أكثر الكتب مبيعًا. والد روزانا هو الموسيقار الشهير كريس دي بورغ، الذي كرس إحدى أغانيه لابنته.

### ملكة جمال العالم 2008 كسينيا سوخينوفا (روسيا)
تخصص كسينيا بالرياضة، والجمباز الإيقاعي، والرقص. بعد فوزها بملكة جمال العالم، واصلت مهنتها كعارضة  أزياء في إيطاليا واسبانيا وفرنسا، وشاركت في عروض لفالنتينو، ومصممين مشهورين أخرين. وقد دعيت لتكون عضوًا في لجنة التحكيم في مسابقات ملكة، وملك جمال العالم في مناسبات عديدة، وفي عام 2016 شاركت باعتبارها أحد أعضاء لجنة التحكيم المسؤولين عن طرح الأسئلة على المتسابقين.

### ملكة جمال العالم 2013 ميغان يونغ (الفيلبين)
ممثلة، عارضة، ومقدمة تلفزيونية، ميغان يونغ هي المرشحة الأولى من الفيلبين للفوز في لقب ملكة جمال العالم. ولدت في الولايات المتحدة الأمريكية في عائلة مختلطة (والدها أمريكي، والدتها فيلبينية). ثم انتقلت عائلتها إلى مانيلا، حيث أنهت المدرسة، وقررت متابعة احتراف مجال التلفزيون.

### ملكة جمال العالم 2014 رولين شتراوس (جنوب أفريقيا)
أصبحت العارضة رولين شتراوس ثالث مرشحة من جنوب أفريقيا تفوز بلقب ملكة جمال العالم. اذ ابدت رولين اهتمامًا في عرض الازياء في سن مبكرة، بعد أن رأت تتويجًا لملكة  جمال عالم من جنوب أفريقيا في عام 2000 في سن 8.  من هواياتها لعب الغولف، والعزف على الناي والغيتار. في ربيع عام 2016، فتحت صندوقًا خيريًّا للأسرة، Strauss Foundation، الذي يتناول القضايا المتعلقة بصحة المرأة. وفي شهرأغسطس من العام نفسه، رزقت هي وزوجها بطفلهما الأول.

## حاملات اللقب
| السنة | البلد     | ملكة جمال العالم | اللقب المحلي                            | الموقع                            | عدد المشتركات |
| ----- | --------- | ---------------- | --------------------------------------- | --------------------------------- | ------------- |
| 2024  | التشيك    | كريستينا بيشكوفا | ملكة جمال تشيكيا                        | مومباي -الهند                     | 117           |
| 2019  | جامايكا   | توني آن سينغ     | ملكة جمال جامايكا العالمية [الإنجليزية] | لندن - إنجلترا                    | 111           |
| 2018  | المكسيك   | فانيسا بونس      | ملكة جمال المكسيك [الإنجليزية]          | سانيا - الصين                     | 118           |
| 2017  | الهند     | مانوشي تشولار    | ملكة جمال الهند                         | سانيا - الصين                     | 118           |
| 2016  | بورتوريكو | ستيفاني دي فالي  | ملكة جمال بورتوريكو [الإنجليزية]        | واشنطن العاصمة - الولايات المتحدة | 117           |
| 2015  | إسبانيا   | ميريا لالاغونا   | ملكة جمال إسبانيا                       | سانيا - الصين                     | 114           |

## معرض صور الفائزات

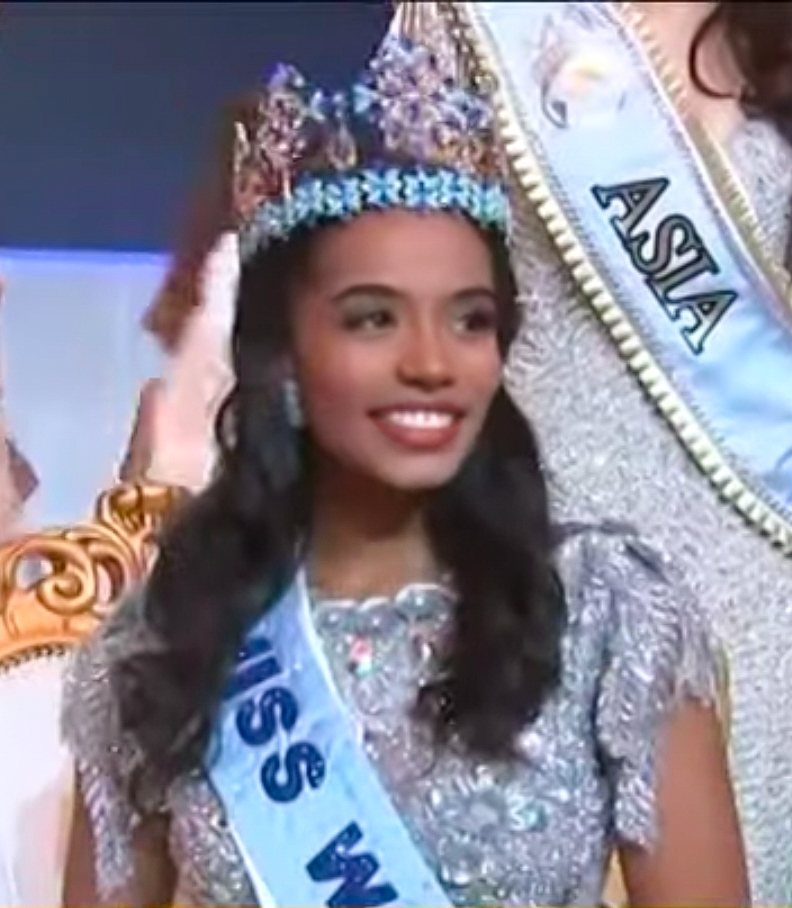
ملكة جمال العالم 2019 توني آن سينغ جامايكا
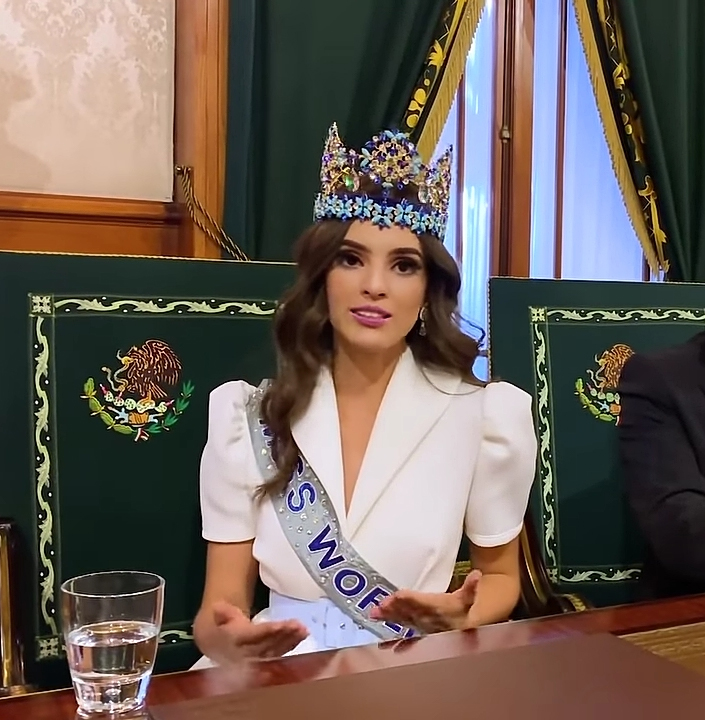
ملكة جمال العالم 2018 فانيسا بونس المكسيك
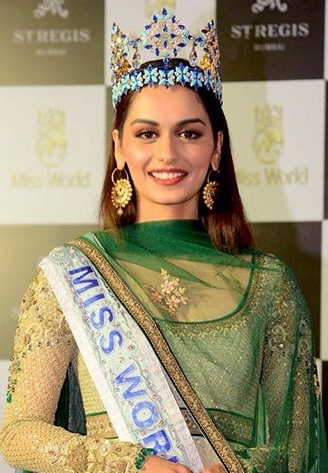
ملكة جمال العالم 2017 مانوشي تشولار الهند
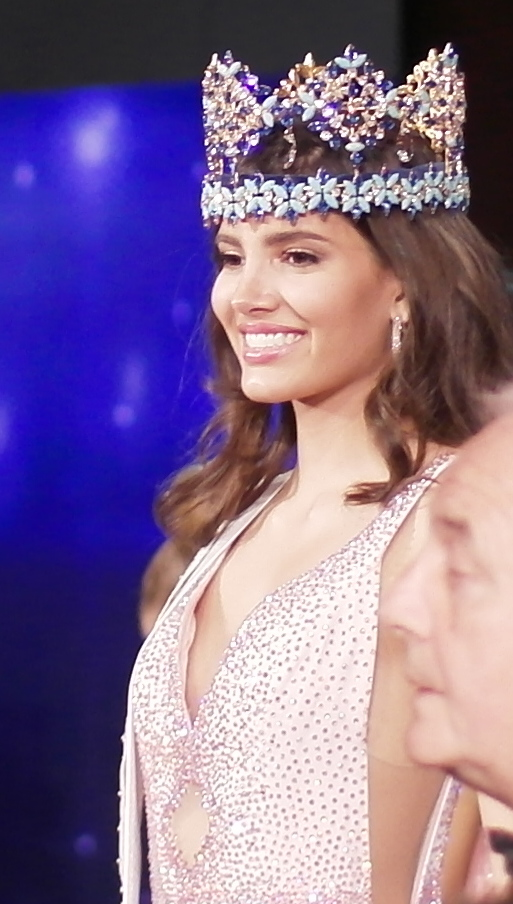
ملكة جمال العالم 2016 ستيفاني دي فالي بورتوريكو
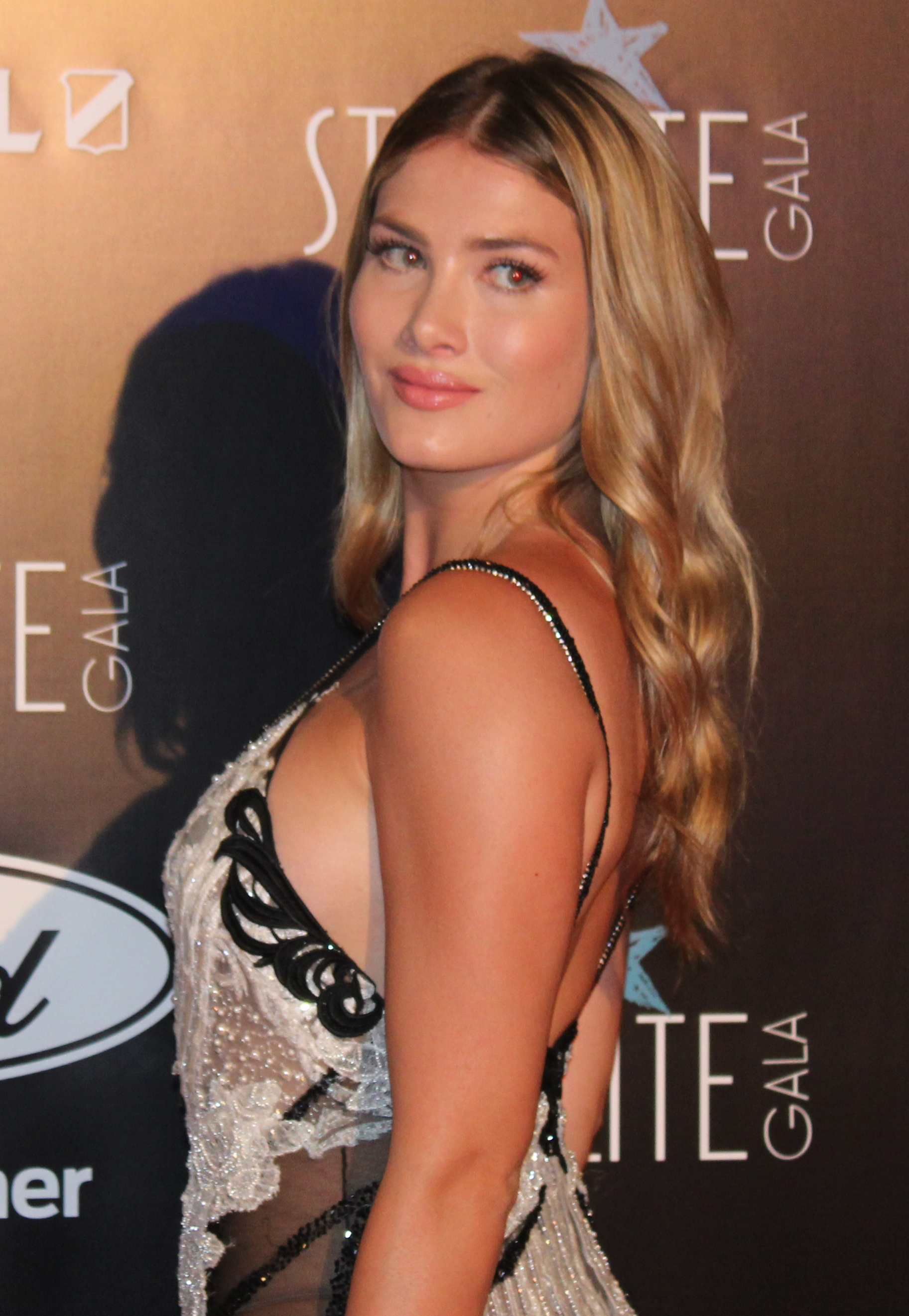
ملكة جمال العالم 2015 ماريا لالاغونا إسبانيا
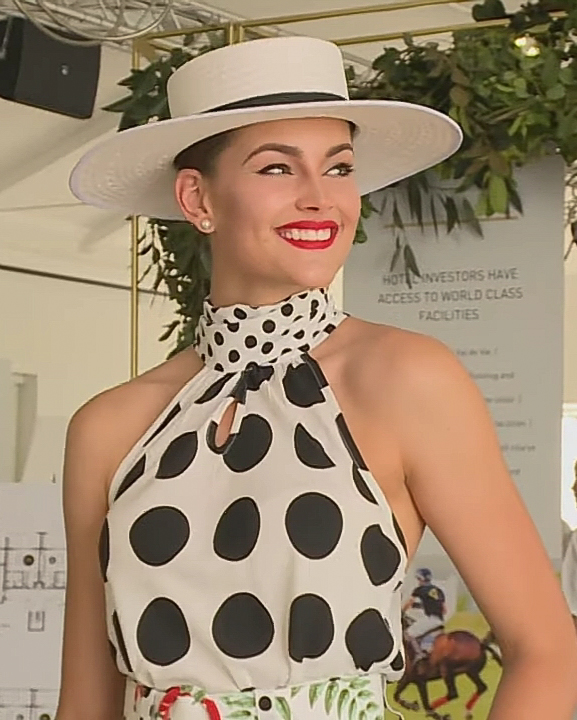
ملكة جمال العالم 2014 رولين شتراوس جنوب أفريقيا
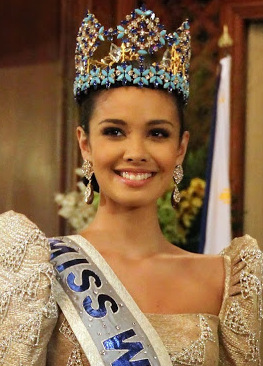
ملكة جمال العالم 2013 ميغان يونغ الفلبين
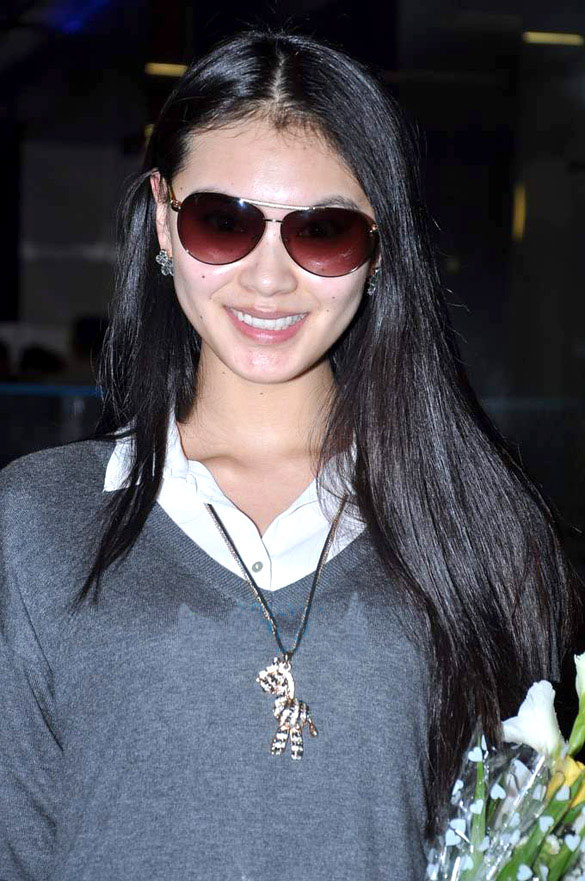
ملكة جمال العالم 2012 يو وينكسيا الصين
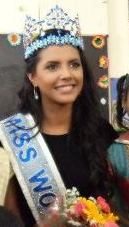
ملكة جمال العالم 2011 إيفيان ساركوس فنزويلا
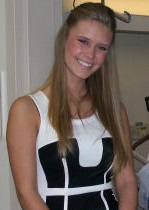
ملكة جمال العالم 2010 ألكسندريا ميلس الولايات المتحدة
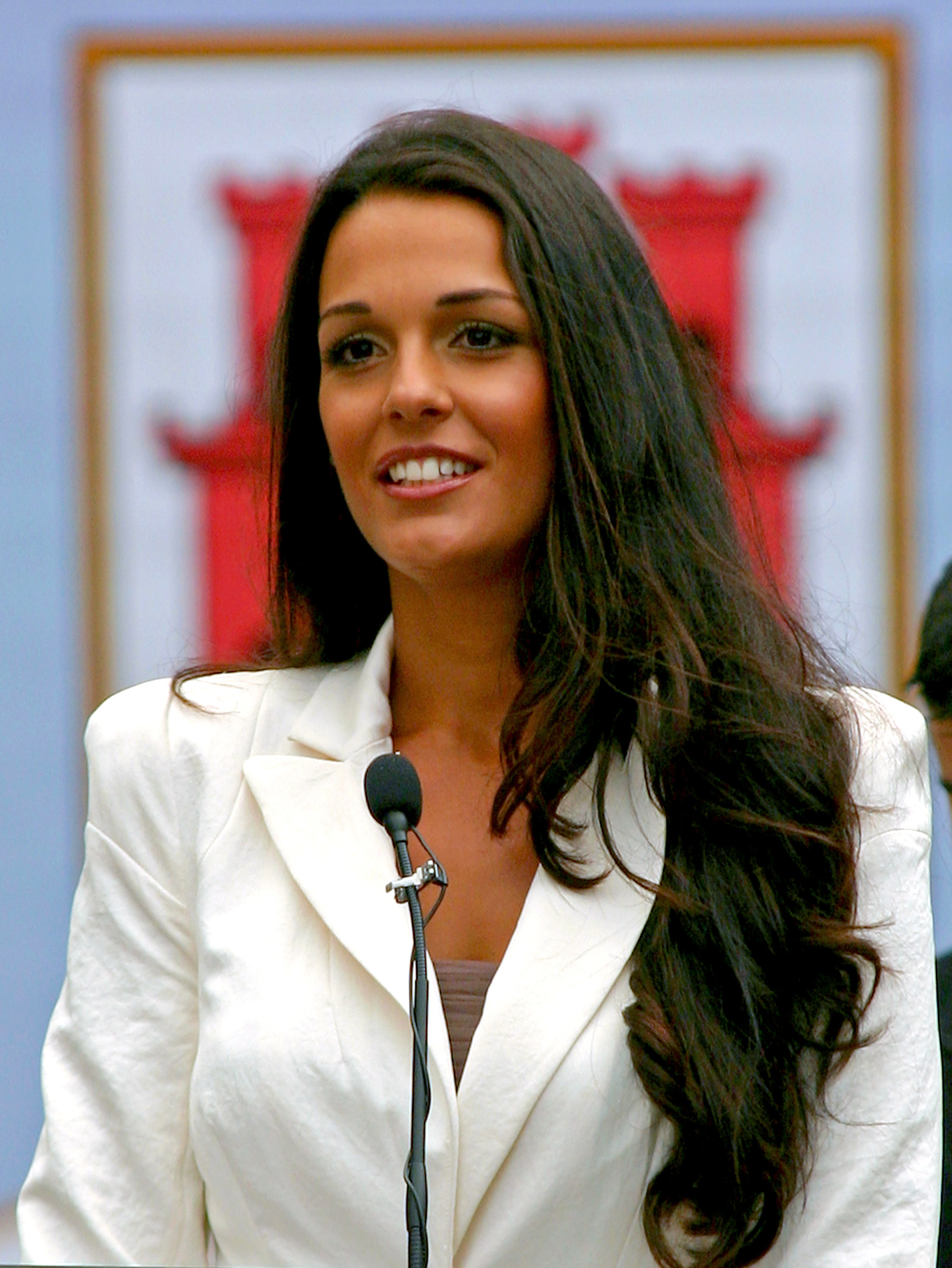
ملكة جمال العالم 2009 كاياني ألدورينو جبل طارق
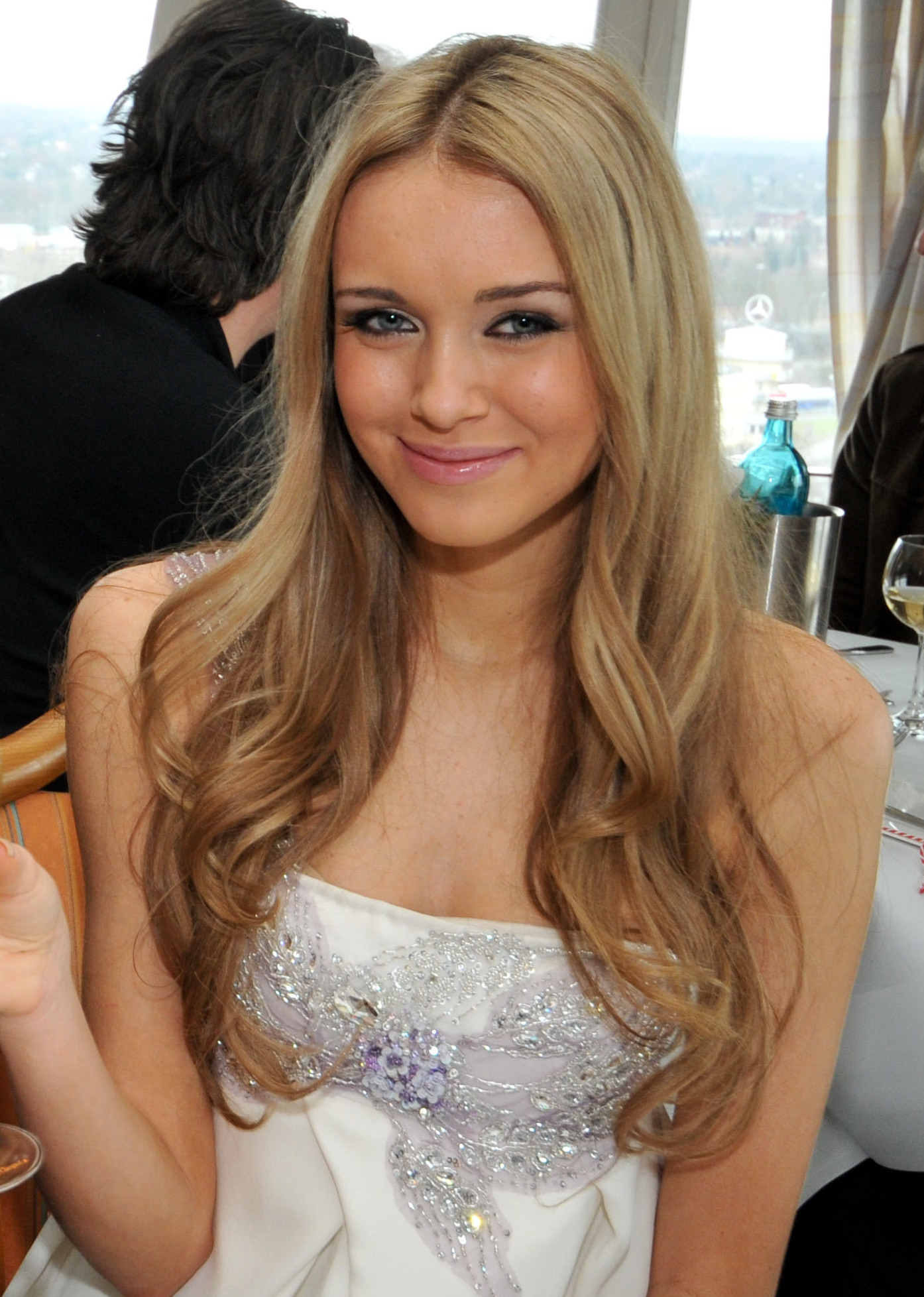
ملكة جمال العالم 2008 كسينيا سوخينوفا روسيا
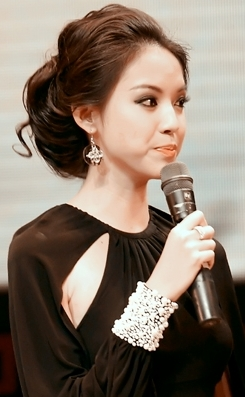
ملكة جمال العالم 2007 زهانغ زيلين الصين
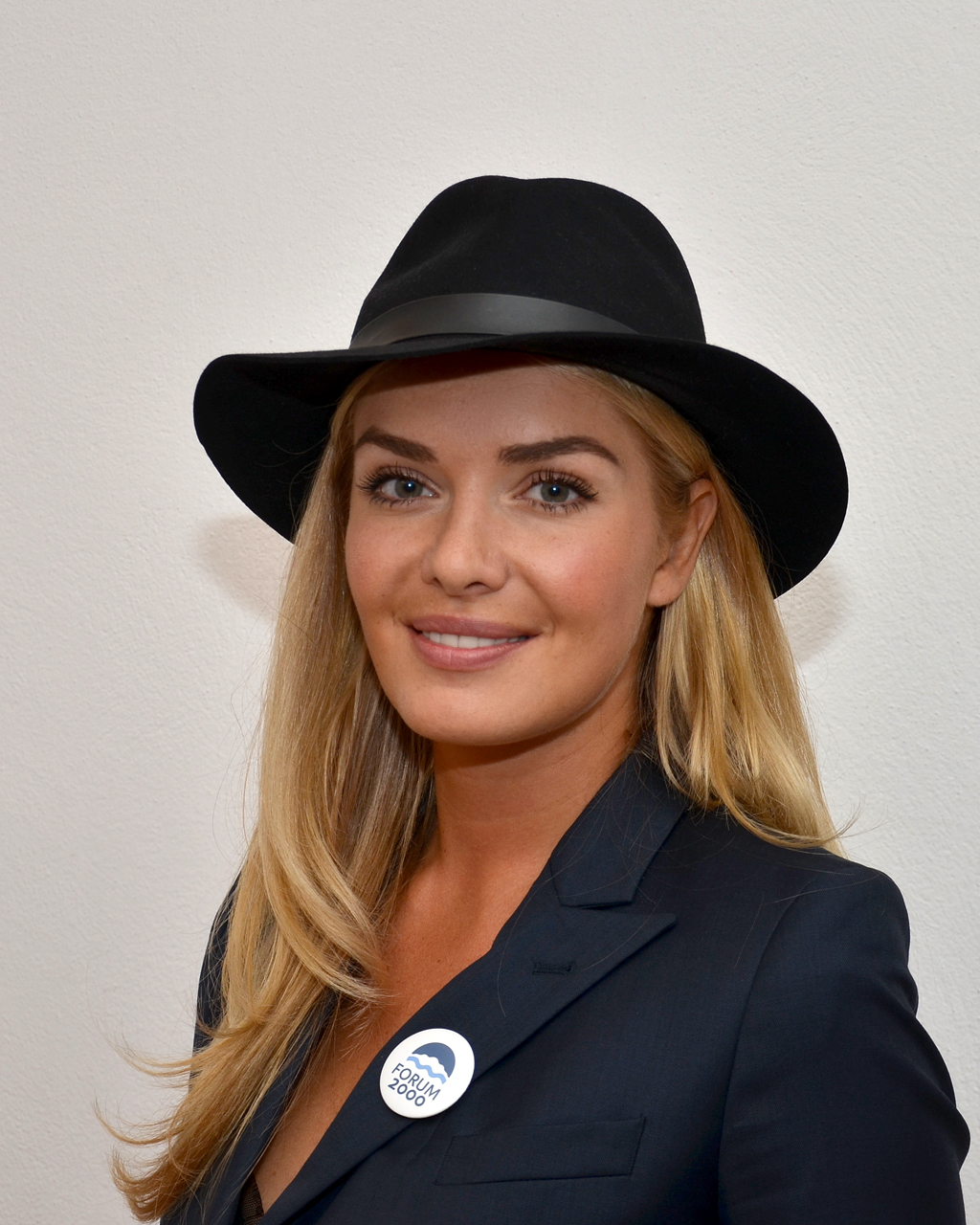
ملكة جمال العالم 2006 تاتيانا كوتشاروفا التشيك
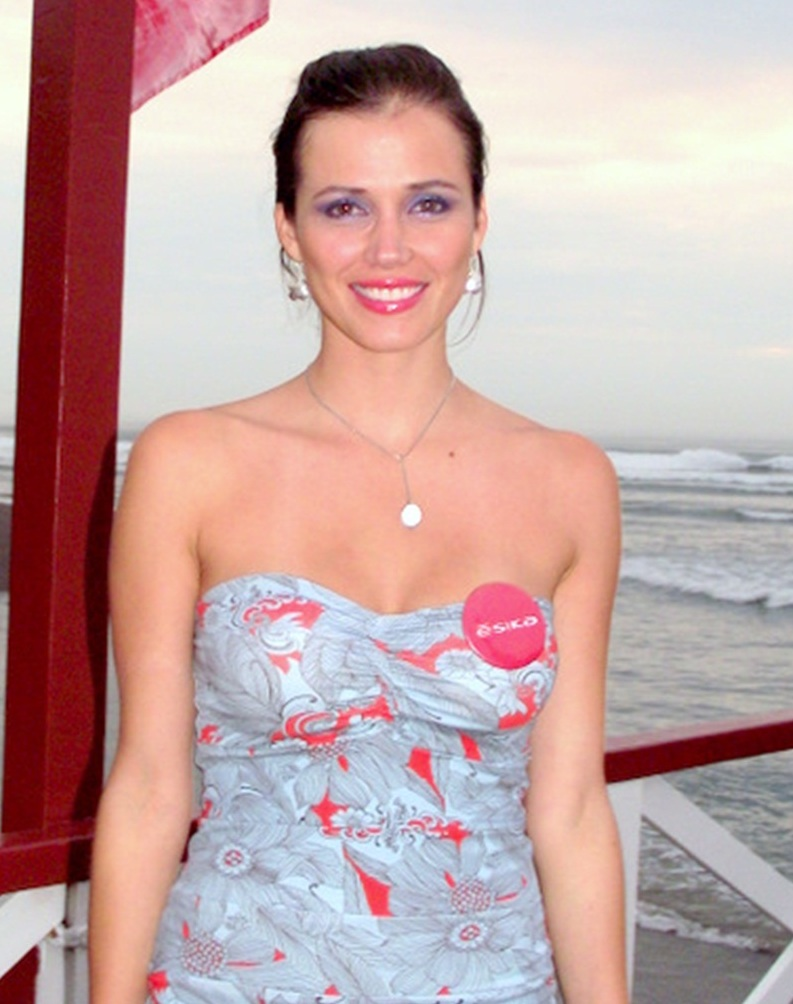
ملكة جمال العالم 2004 ماريا خوليا مانتيلا بيرو
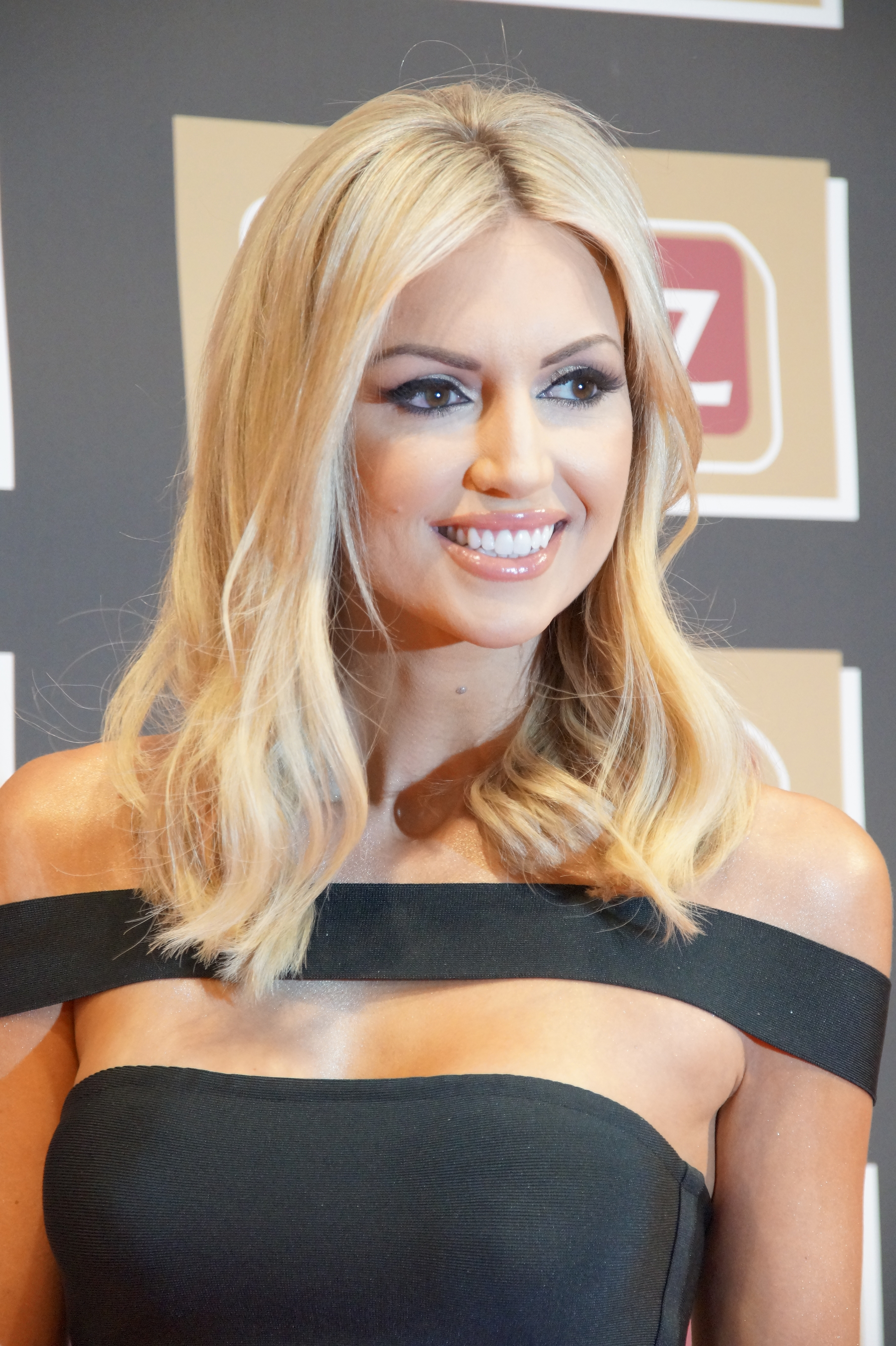
ملكة جمال العالم 2003 روزانا دافيسون جزيرة أيرلندا
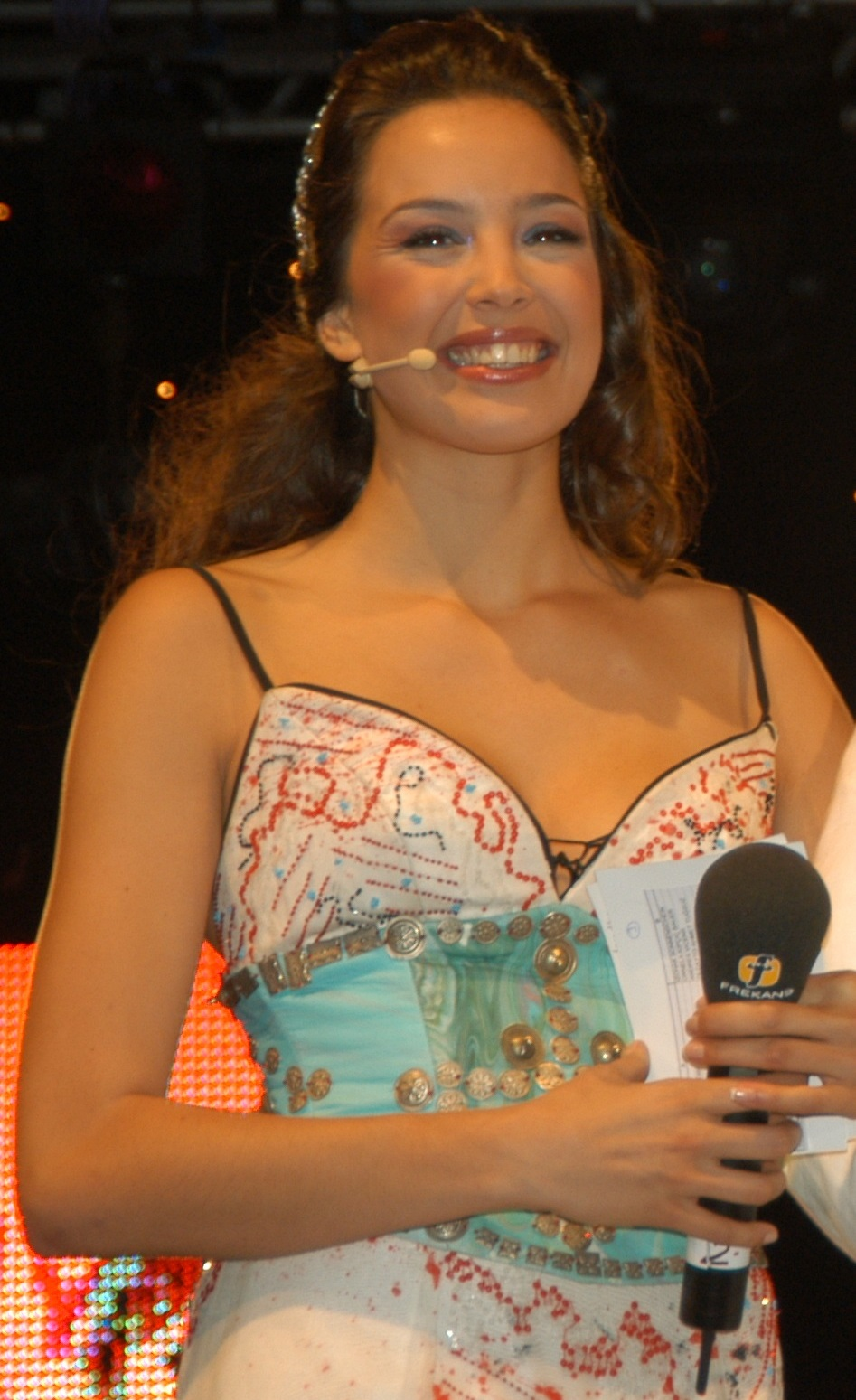
ملكة جمال العالم 2002 عذراء أكين تركيا
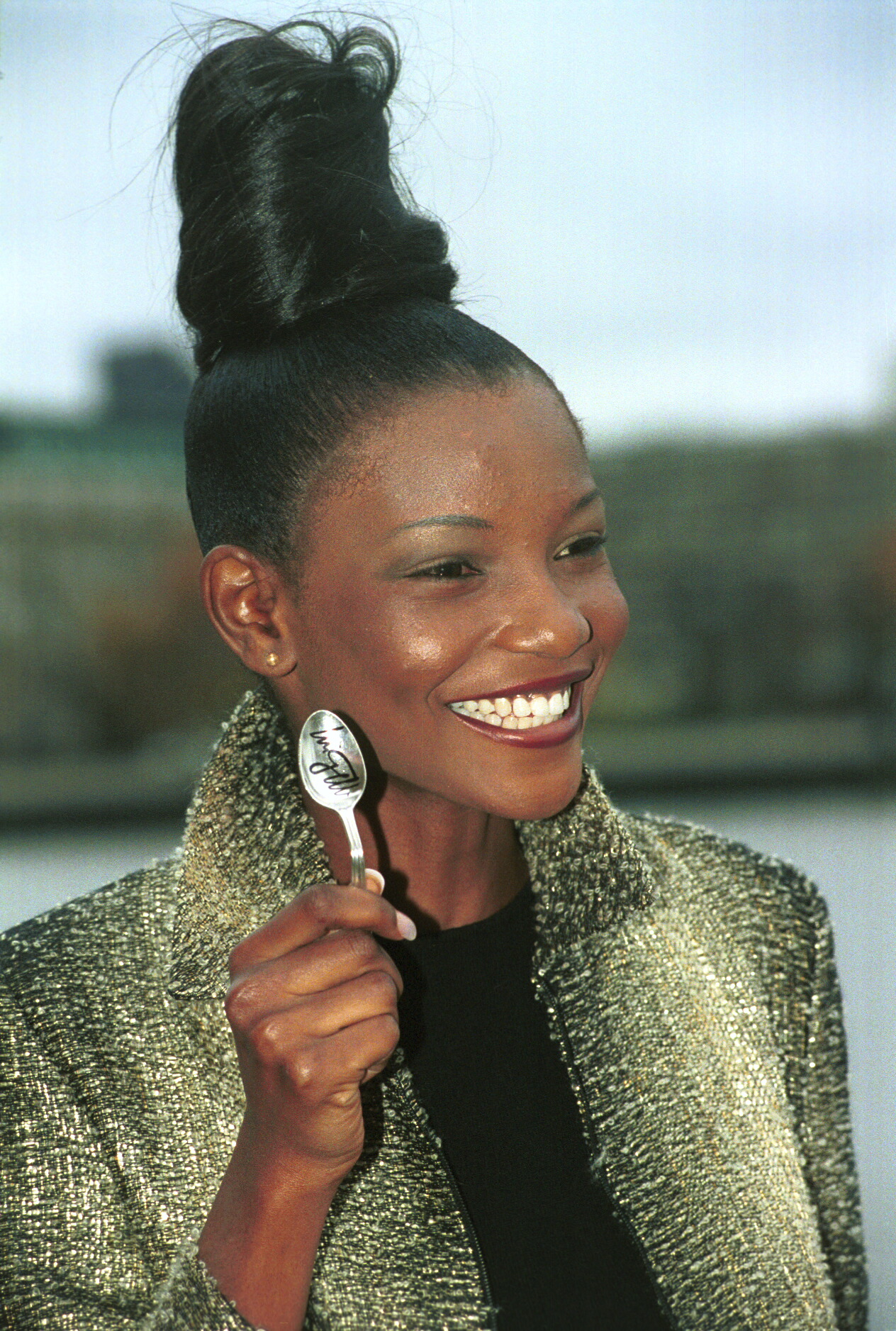
ملكة جمال العالم 2001 أغباني داريغو نيجيريا
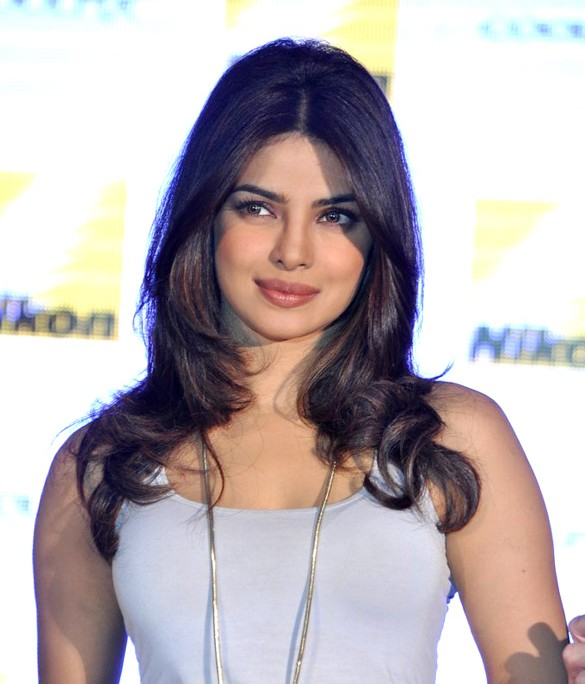
ملكة جمال العالم 2000 بريانكا شوبرا الهند
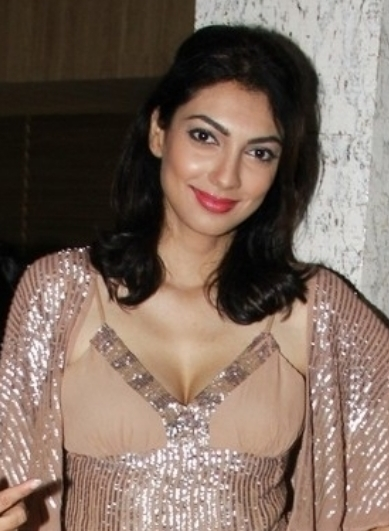
ملكة جمال العالم 1999 يوكاتا موكي, الهند
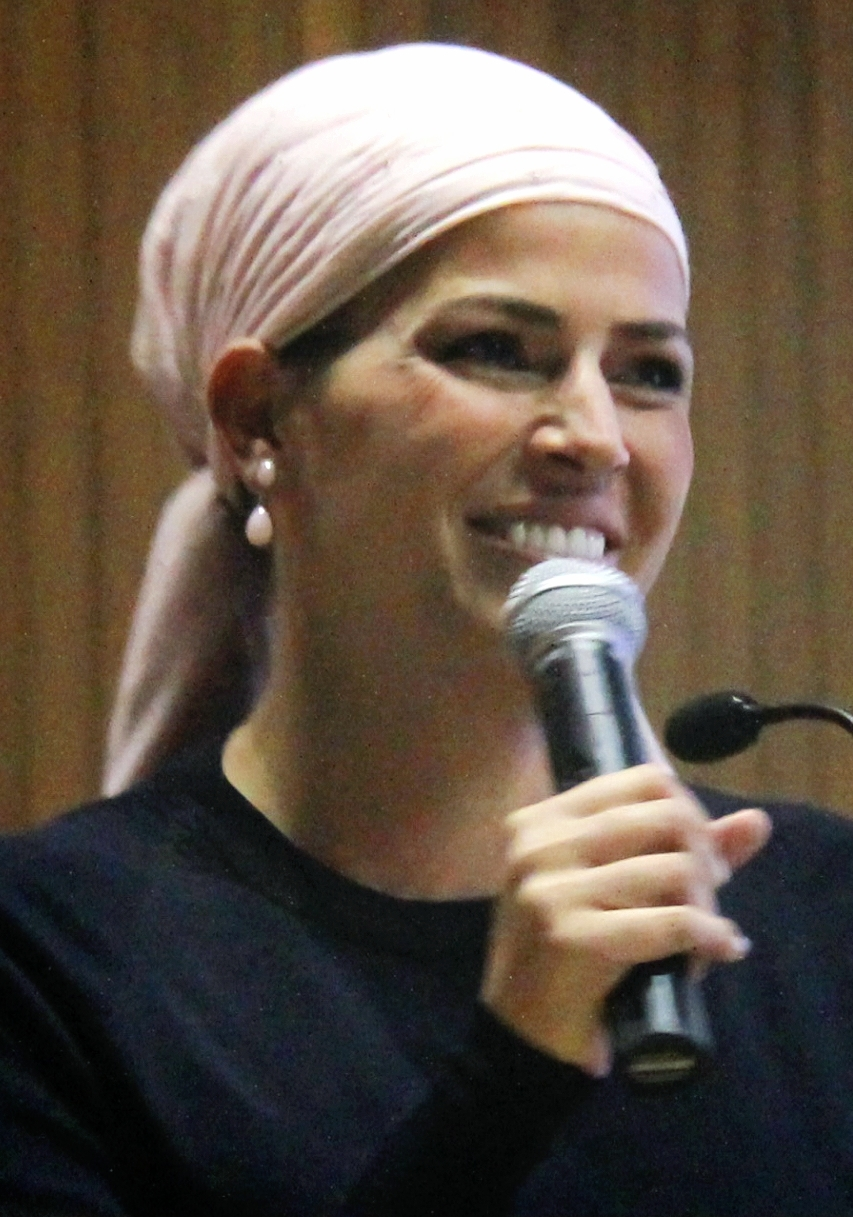
ملكة جمال العالم 1998 لينور ابارجيل, Israel
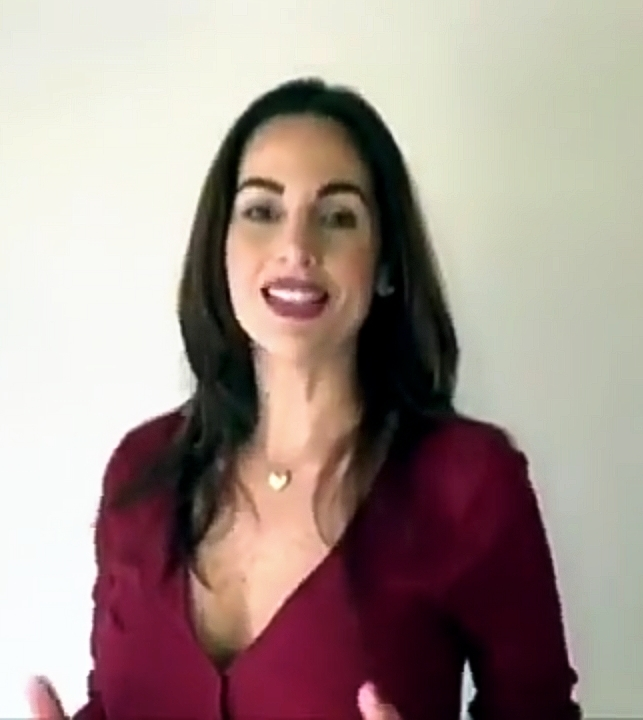
ملكة جمال العالم 1995 جاكلين أغيليرا, فنزويلا
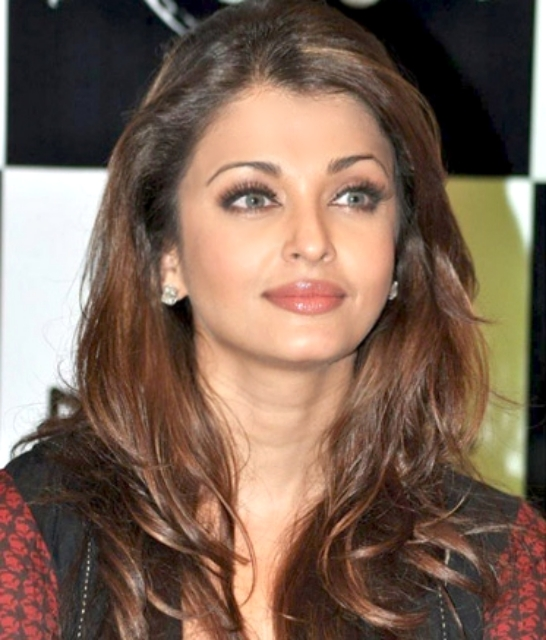
ملكة جمال العالم 1994 آيشواريا راي, الهند
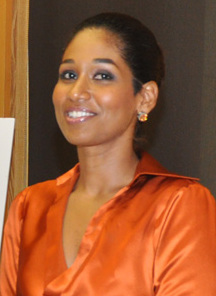
ملكة جمال العالم 1993 ليزا حنا [الإنجليزية], جامايكا
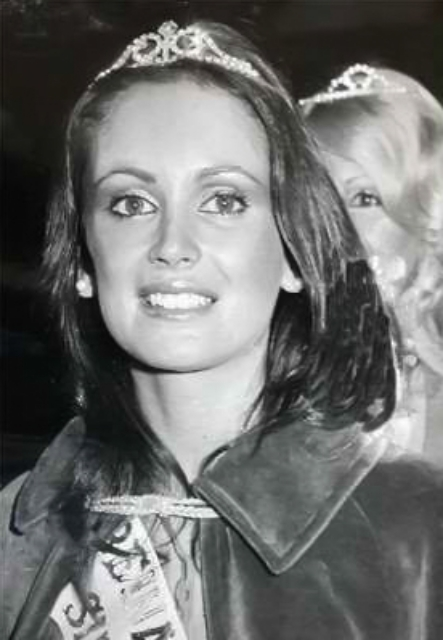
ملكة جمال العالم 1978 سيلفانا سواريز, الأرجنتين
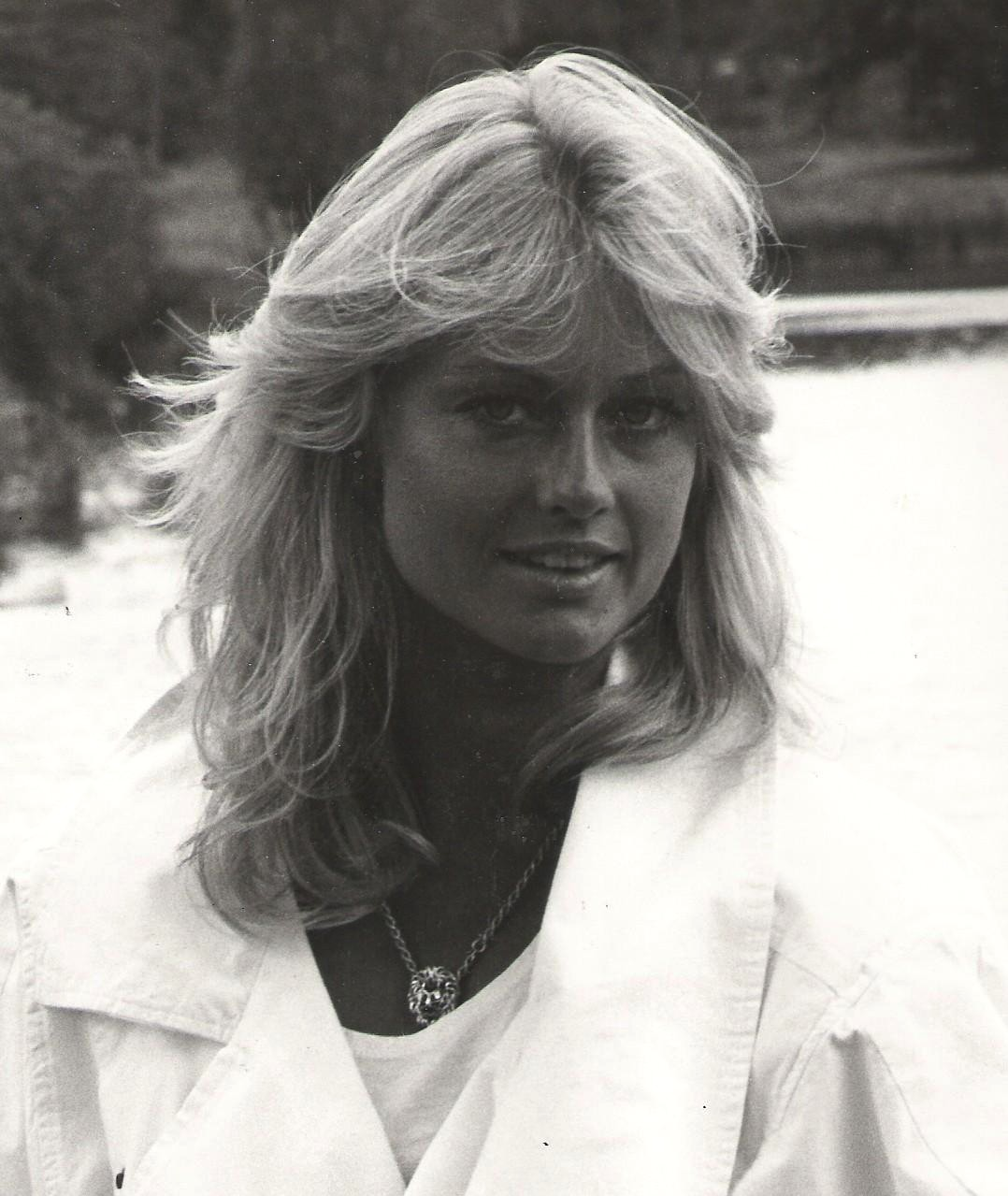
ملكة جمال العالم 1977 ماري ستافين, السويد
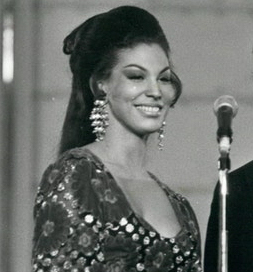
ملكة جمال العالم 1970 جينيفر هوستن [الإنجليزية], غرينادا
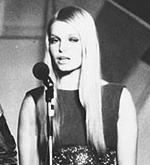
ملكة جمال العالم 1969 إيفا روبر ستاير [الإنجليزية], النمسا
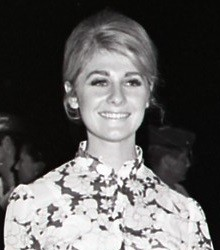
ملكة جمال العالم 1968 بينيلوب بلامر, أستراليا
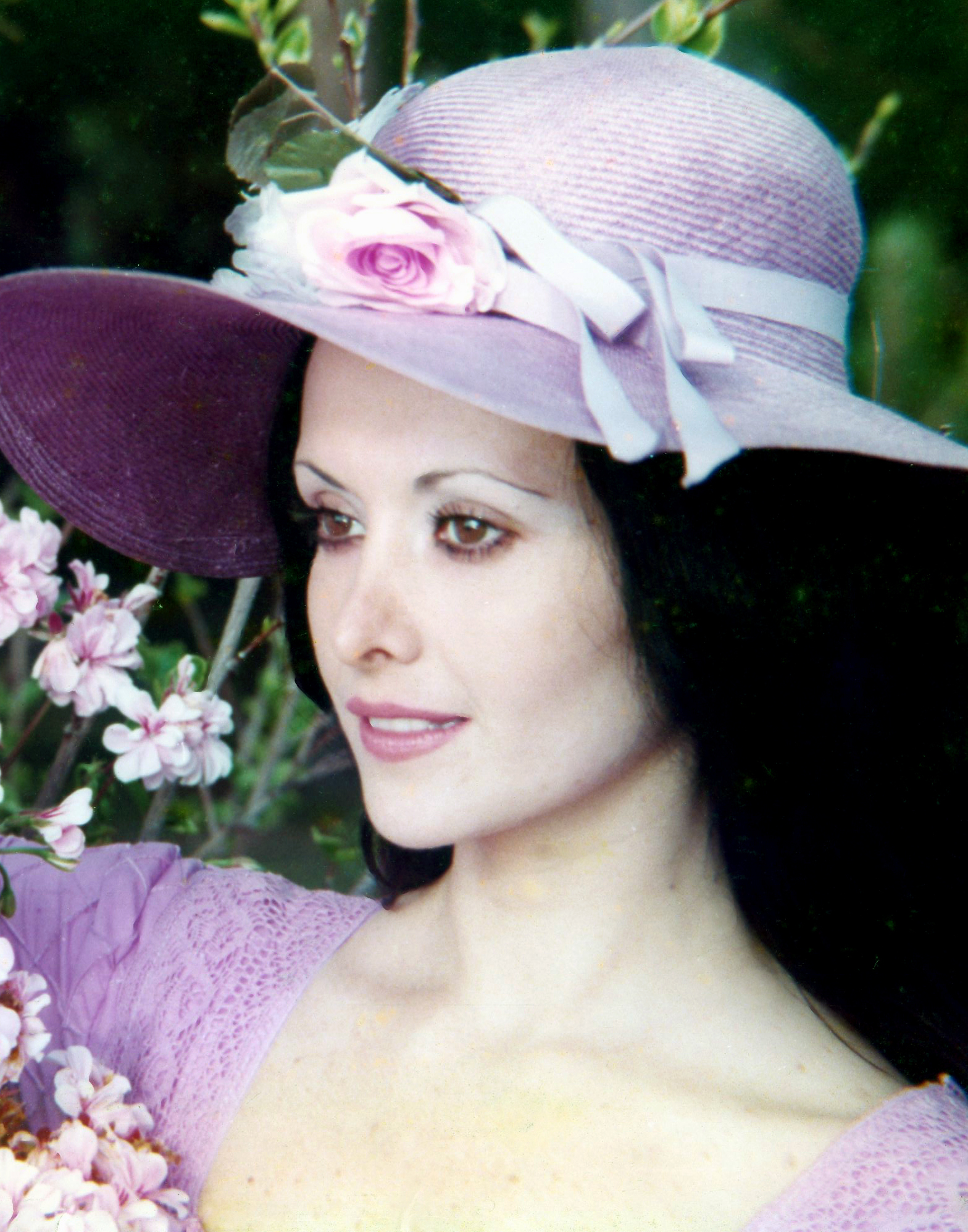
ملكة جمال العالم 1967 مادلين هارتوغ-بيل, بيرو
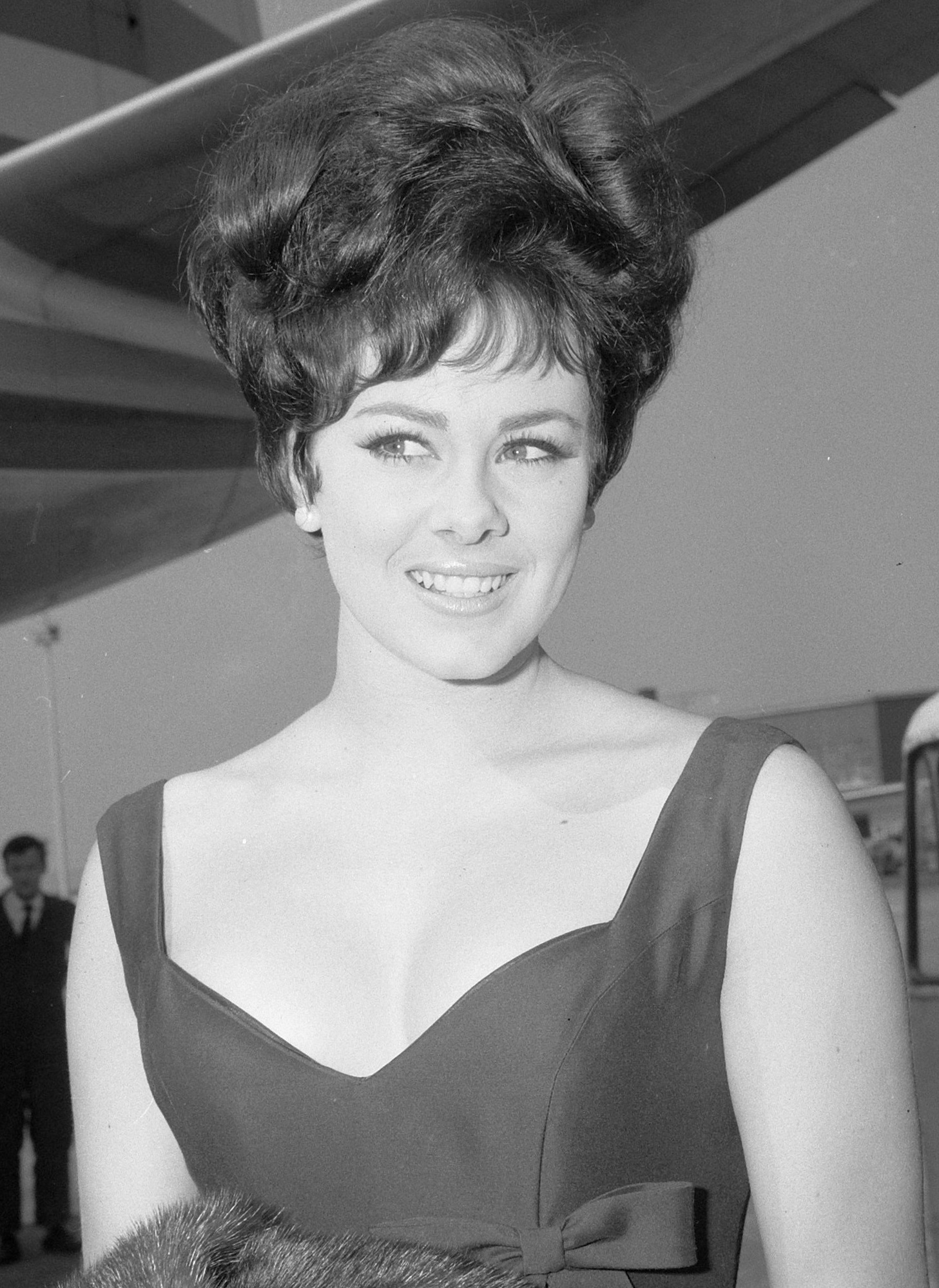
ملكة جمال العالم 1964 آن سيدني, المملكة المتحدة
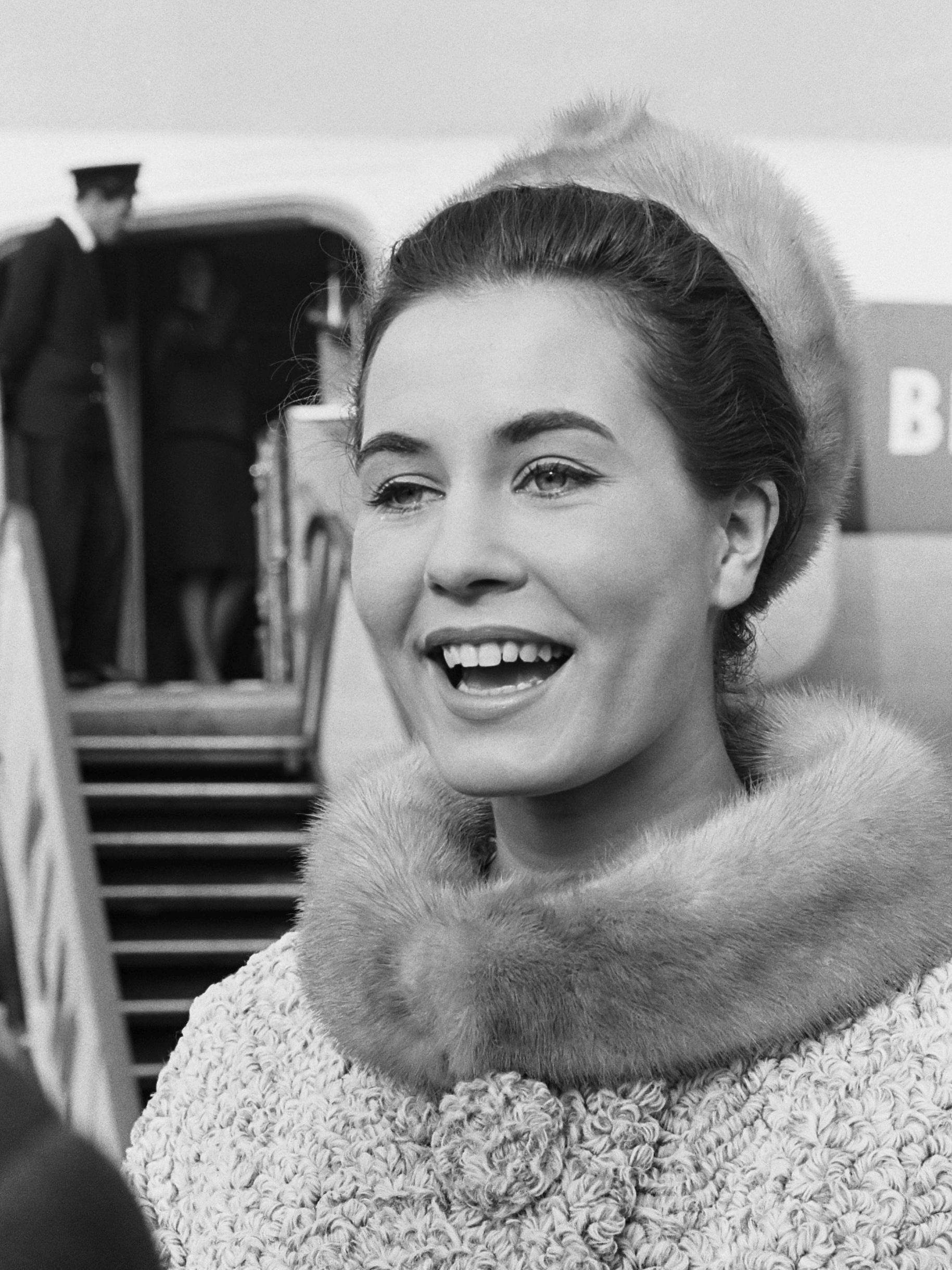
ملكة جمال العالم 1962 كاثرينا لودرز, هولندا
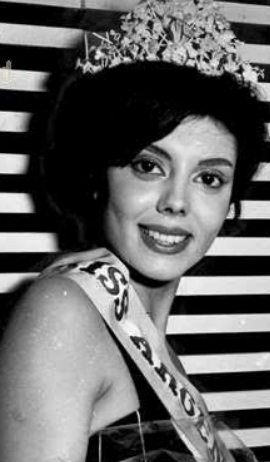
ملكة جمال العالم 1960 نورما كابالي, الأرجنتين
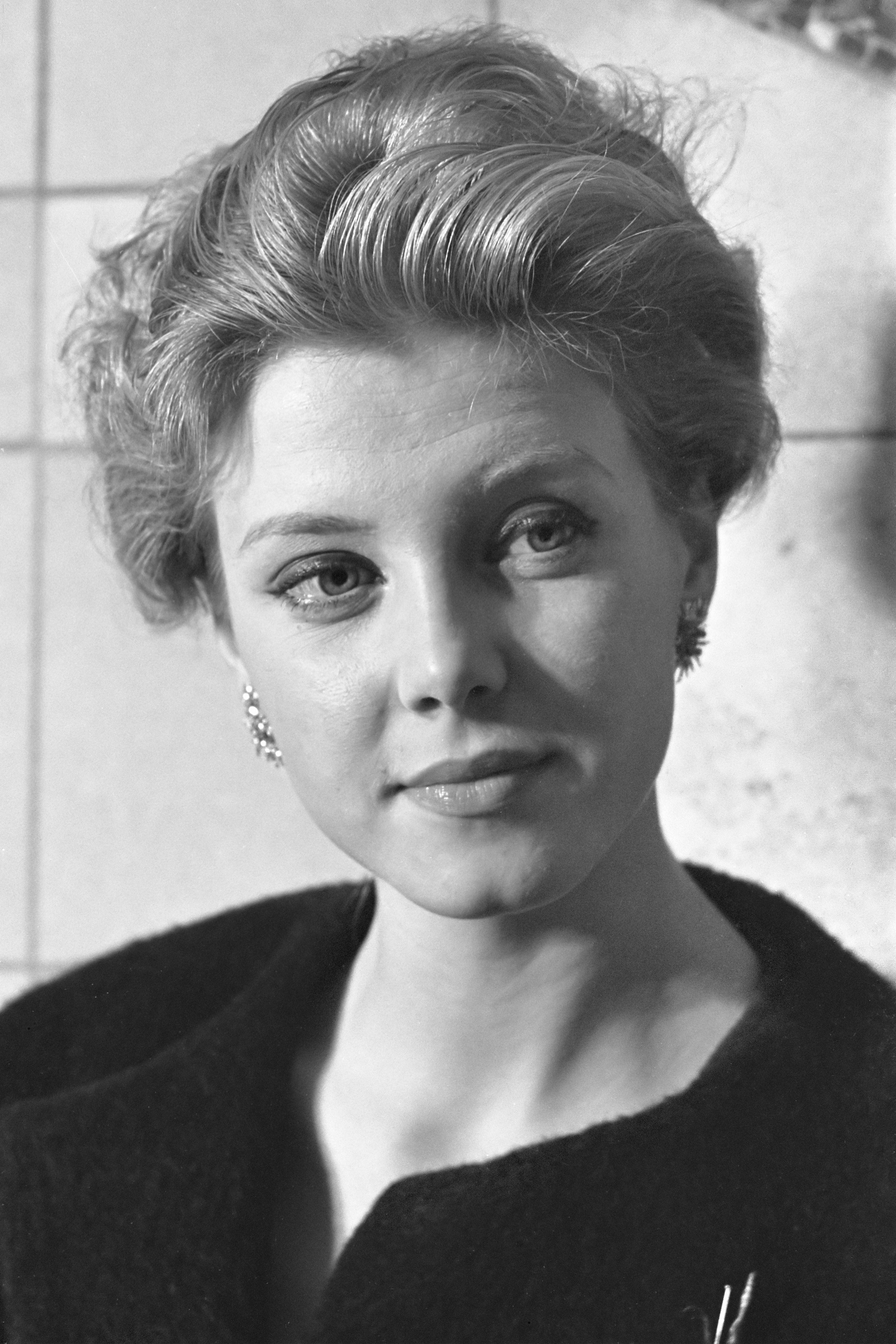
ملكة جمال العالم 1959 كورين روتشفير, هولندا
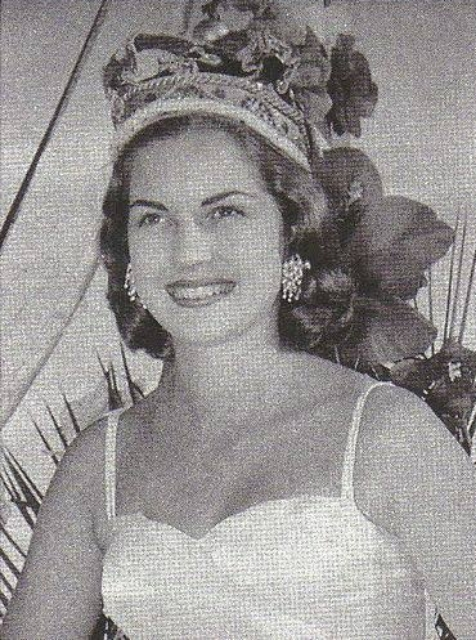
ملكة جمال العالم 1958 بينيلوبي كولين, جنوب أفريقيا
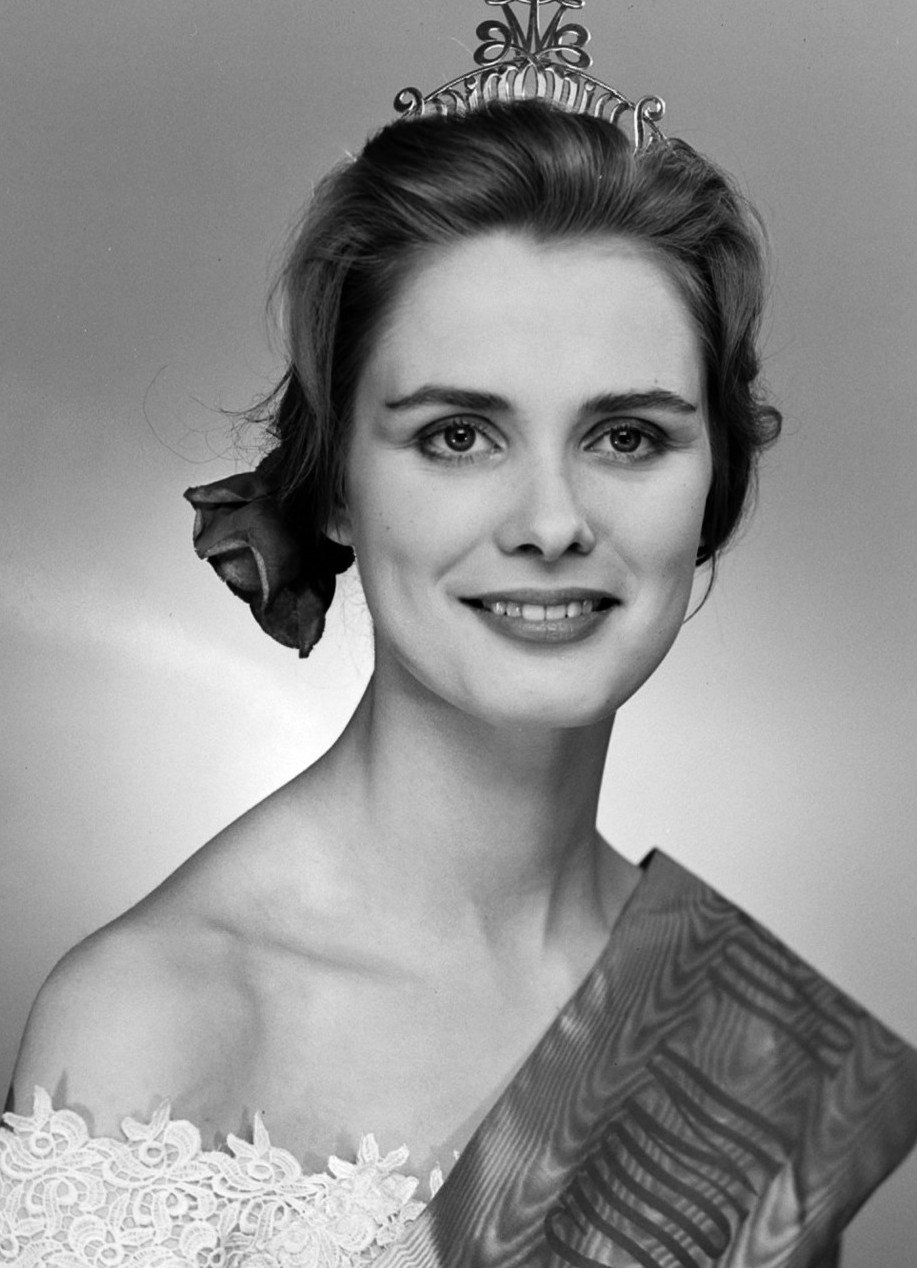
ملكة جمال العالم 1957 ماريتا ليندال, فنلندا
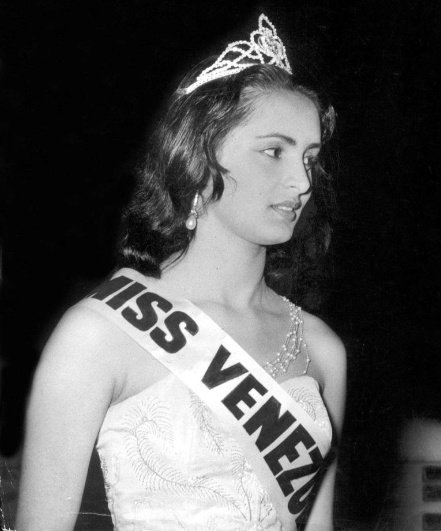
ملكة جمال العالم 1955 سوزانا دويجم [الإنجليزية], فنزويلا
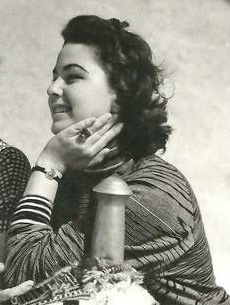
ملكة جمال العالم 1954 أنتيجون كوستاندا, مصر
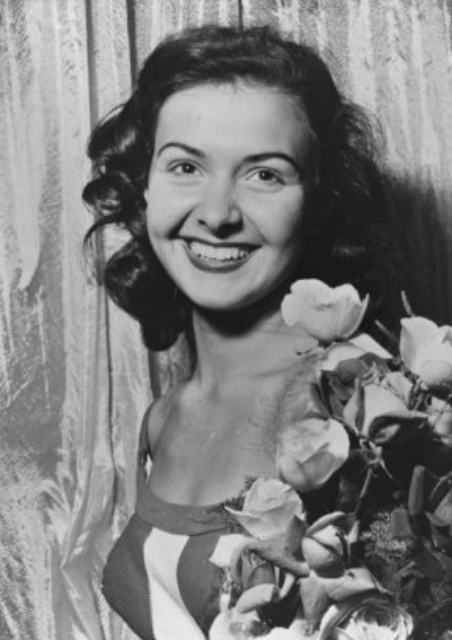
ملكة جمال العالم 1953 دينيسي بيرير, فرنسا

## شروط ملكات الجمال
تتلخص شروط الحصول على لقب ملكة الجمال في النقاط التالية:
- أن يكون عمرها ما بين 18عاماً و 26 عاماً، وفِي حال كانت المتسابقة بعمر أقل من 21 عاماً يجب إرسال نموذج الطلب مع موافقة الوالدين أو الوصي عليها.
- أن يبلغ طولها ما بين170 و 175 كحد أقصى.
- أن تكون قادرة على التحدث باللغة الإنجليزية بطلاقة.
- ألا تكون متزوجة ولم يسبق لها الزواج والولادة.
- أن تكون متناسقة الوزن والجسم.
- أن تكون ذات شخصية جذابة، ولديها جمال مُلفت في الوجه.
- إرفاق تقرير طبي كامل مع نموذج الطلب قبل تسليم الاستمارة للجنة التحكيم.
- أن يخلو سجلها من أي مخالفات، أو أفعال قد لا يتماشى مع المعايير المقبولة للسلوك العام الجيد.
- أن تكون مستعدة للتعاون مع التوجيهات التي يقدمها رئيس ومنظمو مسابقة ملكة الجمال.
- أن تنتظر مدة عام كامل قبل تقديمها للطلب في مسابقة ملكة الجمال إن تقدمت في السابق ولَم تنجح.
- أن يحتوي نموذج الطلب من المتسابقة على جميع المستندات المطلوبة والتوقيعات اللازمة، مع احتفاظ رئيس اللجنة المنظمة بالحق في استبعاد أي متسابق يدخل المسابقة ولا يستوفي الشروط المذكورة أعلاه.

## مسابقة ملكة الجمال في الوطن العربي
أقيمت مسابقات ملكات الجمال في عدد قليل من البلدان في الوطن العربي، شملت كلاً من: العراق، ومصر، ولبنان، وأصبحت طريقاً للشهرة والنجومية للمتسابقات الفائزات، ومن أبرز ملكات الجمال الفائزات على الساحة العربية: اللبنانية ريما الفقيه، والسورية بيان طلب، واللبنانية جيسيكا كحلاوي، والمغربية إيمان أوبو.